# Die Freude
Die Zeitschrift Die Freude war eine der Lebensreformbewegung nahestehende Zeitschrift. Sie wurde zuerst als „Monatshefte für deutsche Innerlichkeit“, später „Monatshefte für freie Lebensgestaltung“ von Robert Laurer herausgegeben.
Sie erschien von 1923 bis 1929. Bis 1924 (Heft 14) hatte Magnus Weidemann die Redaktion inne.
Titel und Umschlag der ersten Nummern waren von Fidus gezeichnet worden. Zudem war die Ausgabe Dezember 1924 (Heft 16) Fidus gewidmet. Sie enthielt Beiträge von Ludwig Fahrenkrog, Magnus Weidemann, Jakob Feldner, Gertrud Prellwitz und Fidus selbst.
Regelmäßige Mitarbeiterin der Zeitschrift war Therese Mülhause-Vogeler.